# Psilodigera spicata
Psilodigera spicata är en amarantväxtart som beskrevs av Karl Suessenguth. Psilodigera spicata ingår i släktet Psilodigera och familjen amarantväxter. Inga underarter finns listade i Catalogue of Life.